# Phytoplasma phoenicium
Phytoplasma phoenicium è una specie di batterio appartenente alla famiglia delle Acholeplasmataceae.